# Cesta do ráje
Cesta do ráje je šesté studiové album brněnské skupiny Kamelot. Vydal ho Monitor EMI Records v roce 1996, nahráno bylo ve studiu "V" ve Zlíně, mastering proveden v produkci "Rudolfinum" (Luboš Nováček). Titulní skladba Levnej hotel patří mezi nejúspěšnější písně skupiny, když v polovině 90. let vedla oficiální českou hitparádu.
Po předčasné smrti Radka Michala v roce 1996 nastoupil na jeho místo kytarista Viktor Porkristl.

## Obsazení
Autorem všech textů a hudby je Roman Horký. Obsazení skupiny:
- Roman Horký – sólo kytara, bottleneck, sólový zpěv (1-9)
- Viktor Porkristl – doprovodná kytara, zpěv
- Jaroslav Zoufalý – conga, tamburina, cabasa, čínský vítr, tuba, triangl, sólový zpěv (10)
- Petr Rotschein – baskytara, zpěv
- Jan Valentin – rytmické nástroje, jako host
- Max Fôrst – foukací harmonika, jako host
- Ivo Viktorin – hammond organ

## Skladby
1. Hardegg
2. Smutek
3. O vánocích nikdo nesmí být sám
4. Jarní píseň
5. Levnej hotel
6. Hledání léta
7. Půlnoční expres
8. Santorini
9. Rio
10. Cesta do ráje